# Maison Gallardo

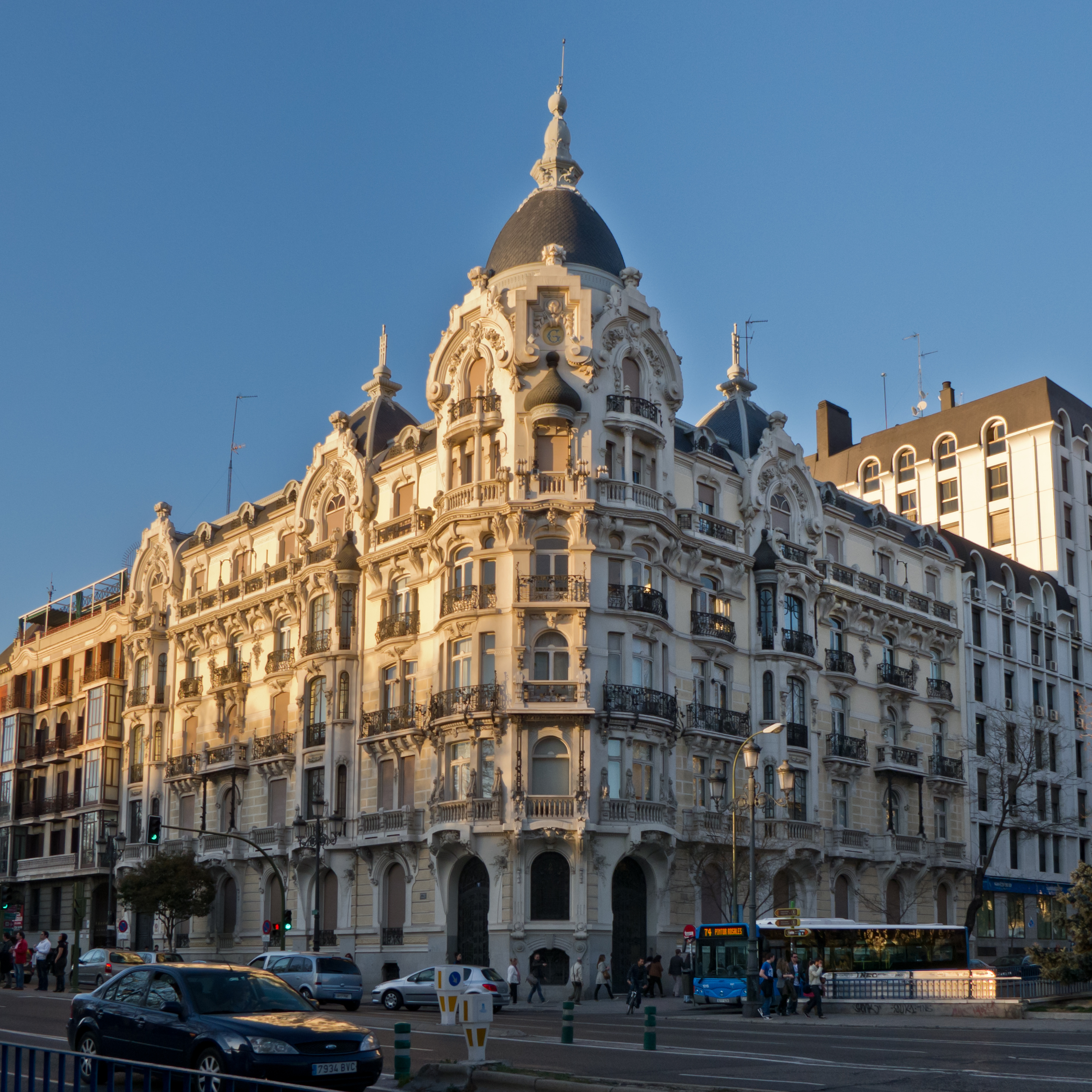
Maison Gallardo

La Casa Gallardo (en castillan: «Maison Gallardo») est un bâtiment construit à Madrid, Espagne. Situé dans un coin de la Place d'Espagne, c'est l'une des œuvres majeures de l'étage final du modernisme à Madrid.  La maison a été conçue par l'architecte Federico Arias Rey en 1911 et déclaré bien d'intérêt culturel en 1997.